# Vilnoulanivske, Vilneansk
Vilnoulanivske (în ucraineană Вільноуланівське) este un sat în comuna Liuțerna din raionul Vilneansk, regiunea Zaporijjea, Ucraina.

## Demografie
Componența lingvistică a localității Vilnoulanivske
     Ucraineană (87,27%)
     Rusă (12,73%)
Conform recensământului din 2001, majoritatea populației localității Vilnoulanivske era vorbitoare de ucraineană (87,27%), existând în minoritate și vorbitori de rusă (12,73%).